# Текеський сільський округ
Теке́ський сільський округ (каз. Текес ауылдық округі, рос. Текесский сельский округ) — адміністративна одиниця у складі Райимбецького району Алматинської області Казахстану. Адміністративний центр — село Текес.
Населення — 2667 осіб (2021; 4911 у 2009, 5011 у 1999, 5717 у 1989).
Станом на 1989 рік існувала Текеська сільська рада (села Жанатекес, Орнек, Текес).

## Склад
До складу округу входять такі населені пункти:
| Населений пункт | Населення, осіб (1989) | Населення, осіб (1999) | Населення, осіб (2009) | Населення, осіб (2021) |
| --------------- | ---------------------- | ---------------------- | ---------------------- | ---------------------- |
| Жанатекес, село | 565                    | 442                    | 505                    | 207                    |
| Орнек, село     | 33                     | -                      | -                      | -                      |
| Текес, село     | 5152                   | 4569                   | 4406                   | 2460                   |